# Ville nouvelle
Pour l’article homonyme, voir Ville nouvelle (Angleterre).
Ne doit pas être confondu avec Commune nouvelle.

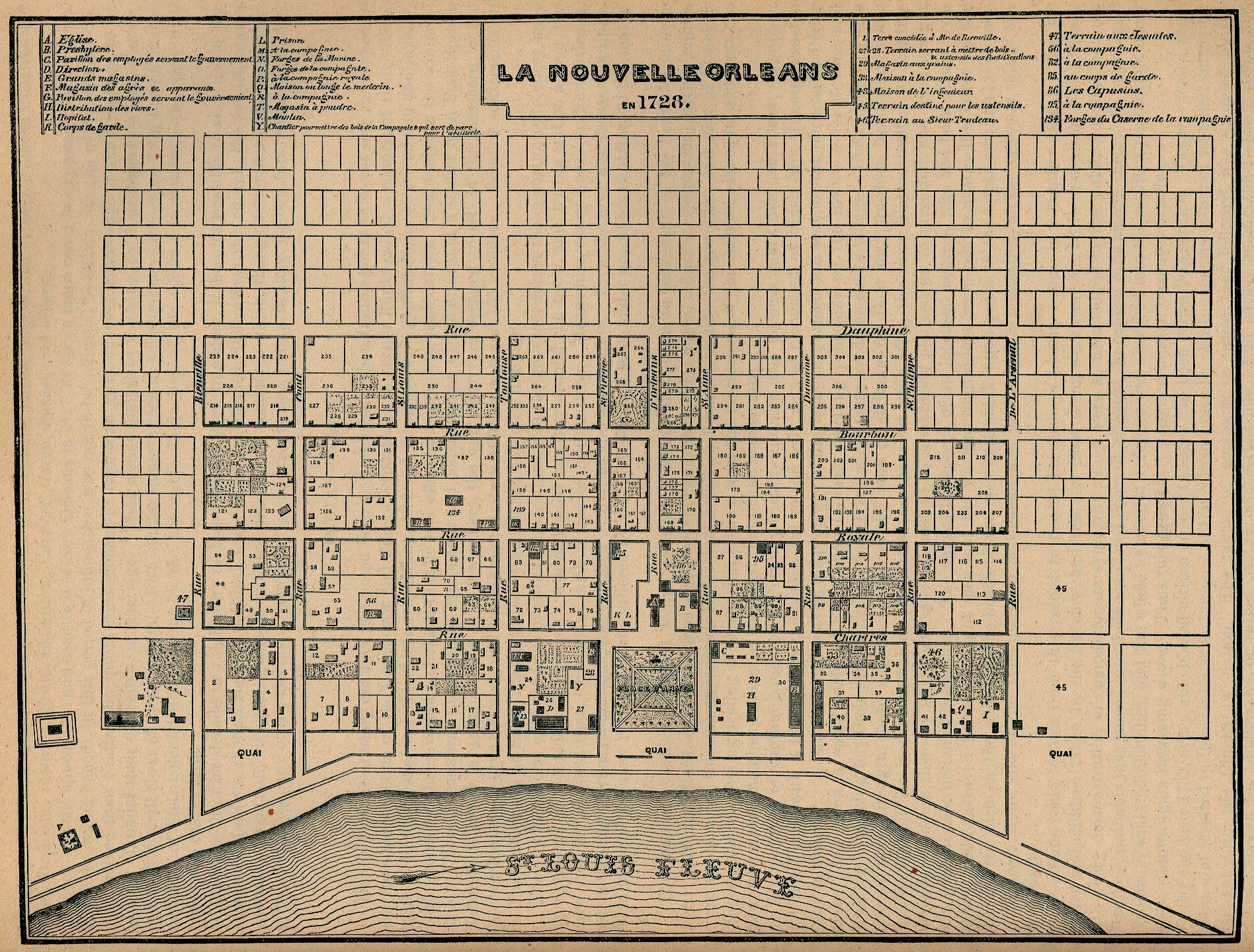
Carte de La Nouvelle-Orléans en 1728.

Une ville nouvelle, ville neuve ou ville planifiée est une ville, ou un ensemble de communes, qui naît généralement d’une volonté politique, et qui se construit sur un emplacement auparavant peu ou pas habité.
Ces projets permettent des modes d'aménagement nouveaux, souvent marqués par les réflexions sur la cité idéale à une époque donnée. Elles adoptent souvent un tracé régulier (en damier, en étoile…) ; les bâtiments publics, l'organisation des services et parfois les contraintes architecturales imposées aux constructeurs dénotent un programme social ou intellectuel. Le désir d'ordre s'inscrit dans le réel, dans la société humaine ; dans le tissu urbain s'incarnent alors des visées idéologiques, voire religieuses ou mystiques.
Après quelques décennies, la « ville nouvelle » perd son caractère de nouveauté, mais le centre historique de ces fondations originales reste le témoin d'une aventure humaine, ou d'un rêve personnel.
Certaines villes anciennes se sont aussi vu adjoindre des « villes neuves » (en réalité, des quartiers construits sur des terrains vierges ou libérés), comme à Nancy sous le duc Charles III, ou plus récemment à Grenoble.

## Antiquité
Dans l’Antiquité, la création de villes est principalement liée à l’extension territoriale des civilisations. On construit des villes (des colonies) pour s’implanter sur de nouveaux territoires. Dans le bassin méditerranéen en particulier, de nombreuses villes sont ainsi créées par les Grecs (Anatolie, Italie, Sicile…), les Carthaginois (Afrique du Nord, péninsule Ibérique) ou les Romains (Afrique du Nord, Gaule…).
On peut citer :
- Memphis (Égypte), ville fondée par le roi Ménès
- Akhetaton (Égypte), nouvelle capitale fondée par Akhénaton,
- Pi-Ramsès (Egypte), ville fondée par Séthi Ier et son fils Ramsès II,
- Alexandrie (Égypte), qui a gardé le nom de son fondateur Alexandre le Grand, et Alexandrette (Turquie)
- Marseille (France), qui conserve le souvenir de son origine grecque dans l’expression cité phocéenne, qui fait référence à la ville de Phocée en Asie Mineure, aujourd’hui disparue, dont étaient originaires ses fondateurs,
- Bérénice (Égypte), ville fondée par Ptolémée II, nommée d'après sa mère Bérénice Ire, pour avoir un port sur la Mer Rouge
- Carthagène (Espagne), dont le nom rappelle clairement l’origine carthaginoise.

Si les villes qu'a construit Hippodamos de Milet ne sont pas à proprement parler des villes nouvelles, le plan hippodamien adopté pour leur reconstruction, à Rhodes ou à Milet, a servi de référence pendant des siècles pour la construction des villes nouvelles.

## Moyen Âge
À l’époque féodale, la création d’une ville sur son domaine est le moyen, pour un seigneur, de sédentariser une population migrante ou nomade de journaliers, d’artisans et de marchands. Les premières villes nouvelles médiévales sont :
- des castelnaus, c’est-à-dire une nouvelle basse-cour établie près du château, entourée de murs et jouissant de la protection du seigneur. Le terrain est divisé en lots où des familles d’habitants de la seigneurie sont invitées à construire une maison ;
- des sauvetés, qui sont des territoires, en général créés par une autorité religieuse (évêque ou abbé), qui confèrent à ceux qui s’y établissent, des privilèges d’hospitalité et d’immunité.Plan type de la bastide de Monpazier en Dordogne.

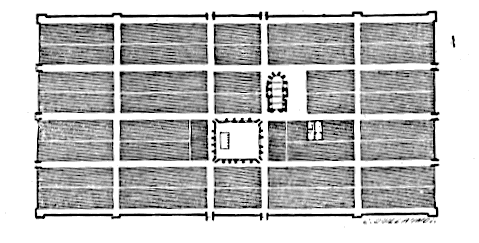
Plan type de la bastide de Monpazier en Dordogne.

- des bastides, à partir du XIIIe siècle dans le Sud-Ouest de la France, entre la croisade des Albigeois et la guerre de Cent Ans, avec leurs plans organisés autour d'une halle.

Dans certains cas, les villes fondées proposent des exonérations fiscales à ceux qui viennent s’y installer ; les seigneurs se faisaient en effet concurrence pour peupler leurs fondations de villes et de bastides, et rivalisaient de privilèges pour attirer la population. L’activité économique générait des revenus indirects tout aussi lucratifs (voire plus) que les impôts. C’est l’origine des villes s’appelant Villefranche, Villefranque ou Francheville (franc signifiant à l’époque libre, et plus particulièrement exempté d’impôts).
La plupart des villes ou villages de France portant des noms comme Villeneuve, Villenouvelle ou Neuville, datent de cette époque.
Nové Město à Prague est un exemple de ville nouvelle du XIVe siècle. Osnabrück, en Allemagne, est un exemple de ville fondée au VIIIe siècle. Wiener Neustadt fut fondée à la fin du XIIe siècle par Léopold V d'Autriche. Kiel, Itzehoe et Neustadt in Holstein sont fondés au XIIIe siècle.

## Renaissance et Lumières

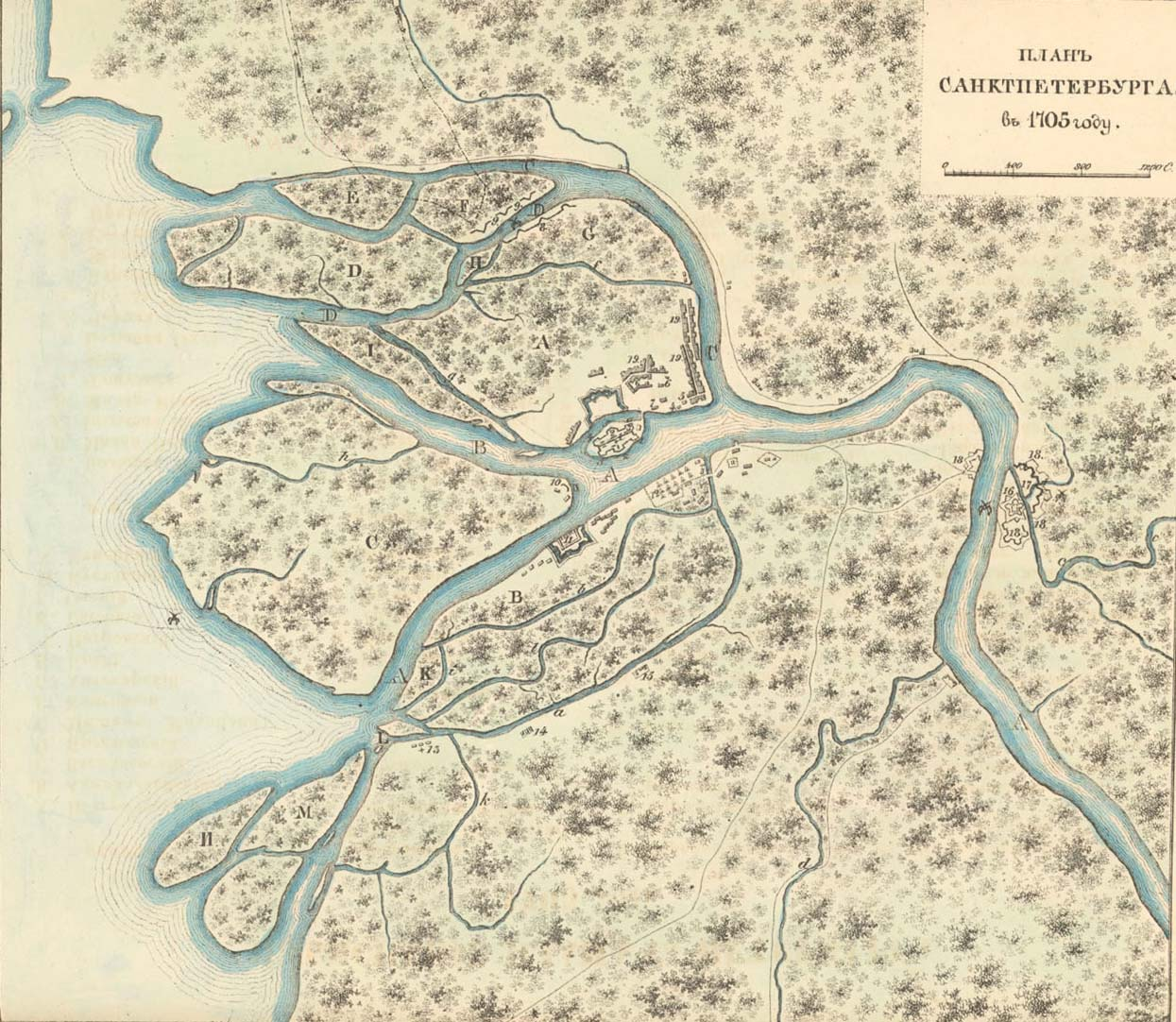
Une carte du site originel de Saint-Pétersbourg et des premières installations, en 1705.

Après le Moyen Âge en Europe, les pouvoirs se centralisent progressivement. Les dirigeants ont besoin de contrôler des territoires de plus en plus vastes, et ils ont besoin d’y organiser des réseaux urbains qui soutiennent leur puissance. Ainsi seront créées des villes dans des régions considérées comme stratégiques, ou données en gage aux populations pour leur fidélité.
Des principautés sont aussi créées par la réunion de territoires disparates: le prince veut alors asseoir son nouveau prestige sur une capitale moderne, dont le tracé et l'aspect correspondent aux réflexions nouvelles sur l'urbanisme et les valeurs de l'Humanisme puis du Classicisme. La ville d'Urbino, à l'époque de Frédéric III de Montefeltro, correspond à ce modèle.
Bien souvent, leurs initiateurs ont laissé leur nom à ces villes.
On peut citer :
- Pienza (anciennement Corsignano) en Toscane, avec un centre-ville conçu par Bernardo Rossellino et Leon Battista Alberti à la demande de Pie II en 1459
- Addizione Erculea, en Ferrare, créée par le duc Hercule Ier d'Este et l'architecte Biagio Rossetti en 1492
- Ternopil est fondé par Jan Tarnowski dans le royaume de Pologne en 1540
- Vitry-le-François, construite sur ordre de François Ier en 1544
- Phalsbourg (ville du Palatin), fondée par le comte Palatin Georges-Jean en 1570
- Zamość, fondée par Jan Zamoyski, établie sur son domaine privé en 1580, inscrite au Patrimoine mondial de l'Unesco depuis 1992
- Lixheim, fondée par le comte Palatin Georges Gustave en 1608
- Charleville, créée par Charles III de Nevers en 1606
- Henrichemont, fondée par le ministre d'Henri IV, Sully, en 1609, et nommée en l'honneur du souverain
- Richelieu, créée par le cardinal-duc de Richelieu en 1631
- La Chaux-de-Fonds, créée en 1656 par le duc Henri II d'Orléans-Longueville
- Charleroi, forteresse espagnole fondée en 1666 par Charles II.
- Versailles, construite autour du château royal du même nom, et en même temps que ce dernier, va se développer à l'emplacement d'un petit village, à partir 1673 et atteindra la taille de 50 000 âmes au déclenchement de la Révolution française, date à laquelle elle cessera d'être la capitale de fait de la France, après plus d'un siècle de présence royale. Versailles était au XVIIIe siècle, selon les normes de l'époque, une ville très moderne, qui servit de modèle pour la construction de Washington.
- Sarrelouis, ville fondée par Louis XIV en 1680
- Karlskrona, construite en 1680 par le roi de Suède Charles XI pour être le principal port de la Marine royale suédoise
- Novi Sad, ville fondée en 1694 par les Serbes de l'Empire des Habsbourg
- Saint-Pétersbourg, fondée par le tsar Pierre le Grand en 1703, pour en faire sa capitale tournée vers l'Europe.
- Karlsruhe, ville fondée en 1715 par le magrave Charles-Guillaume de Bade-Durlach, dont le nom signifie « repos de Charles »
- Louisbourg, ville fondée en 1718 par le duc Eberhard-Louis de Wurtemberg

Des villes nouvelles ont aussi été construites pour permettre la défense d'un territoire. Un des exemples est Brouage, au XVIe siècle, ou Rochefort au XVIIe siècle pour abriter un arsenal. En France, Vauban a eu à construire quelques villes nouvelles entourées de fortifications. La plus célèbre est Neuf-Brisach (1697). En Belgique actuelle, Mariembourg (1546) et Philippeville (1555) ont été construites sur ordre de Marie de Hongrie pour se protéger des attaques françaises. En Italie, les Vénitiens ont construit Palmanova (1593).

## Villes coloniales
La colonisation de l’Amérique par les Espagnols, les Portugais, les Anglais (puis les Britanniques), les Français et les Néerlandais entraîne la création de nombreuses villes, nécessaires à une implantation durable. Elles rappellent souvent le nom d’une ville de métropole (Carthagène en Colombie, La Nouvelle-Amsterdam, Córdoba, Medellín, Boston, Morelia qui fut fondée sous le nom de Valladolid, Durango), d’une personne à l’origine de leur création (Montréal qui provient de Mont-Royal, La Nouvelle-Orléans qui fut fondée en l’honneur du Régent Philippe d'Orléans, Lima s'appelait à l'origine Ciudad de los Reyes, Fort-de-France s'appelait à l'origine Fort-Royal, Fort Rouillé est l'ancêtre de Toronto, San Cristóbal de Las Casas fut fondée sous le nom Villa Real de Chiapa), d’un puissant protecteur (Bismarck en hommage au chancelier allemand Otto von Bismarck, Nassau en l'honneur de Guillaume III d'Orange-Nassau), de thèmes bibliques ou utopiques (comme Philadelphie qui signifie amour fraternel ou Santa Fe de Bogota ou Veracruz ou Santa Fe ou Belém) ou d'un saint du calendrier (Saint-Domingue, Santa Marta, Santiago, Quito fondé sous le nom San Francisco de Quito, São Paulo, Rio de Janeiro fondée sous le nom São Sebastião do Rio de Janeiro, Saint Augustine, San Francisco, Los Angeles, Saint-Louis, Buenos Aires, Santiago de León de Caracas, San Antonio, San Diego, Puebla fondée sous le nom de Ciudad de los Ángeles, San Luis Potosí, Saltillo fondée sous le nom Santiago del Saltillo) ou une fête religieuse (Corpus Christi, Colonia del Sacramento), d'une caractéristique physique (Montevideo, Recife, Québec, Trois-Rivières, Détroit), pour revendiquer une appartenance (Cap-Haïtien s'appelait Cap-Français, Port-d'Espagne, Port-au-Prince) ou par référence au nom d'un peuple (Zacatecas).
La création de villes nouvelles s'étend jusqu'en Asie, avec la fondation de Manille. La Compagnie néerlandaise des Indes orientales fonda Batavia, capitale des Indes orientales néerlandaises, et ancêtre de Jakarta, sur les ruines de Jayakarta, conquise par Jan Pieterszoon Coen.
Le nom de la ville de Panama, fondée par les conquistadors, signifie « abondance de poissons ».
La Compagnie de la Baie d'Hudson fonda la ville d'Edmonton. La ville de Memphis prit le nom de la Memphis de l'Égypte antique.
La Conquête de l'Ouest conduisit à la fondation de villes comme Cheyenne, Omaha, Des Moines ou Phoenix. Des villes comme El Paso se sont développées par l'élevage du bétail.
Ces villes coloniales, souvent fondées pour réaliser une société utopique et d’abord presque toujours conçues par des ordres religieux ou par des souverains européens, développent des formes urbaines originales qui se placent dans la continuité du mouvement des bastides et se prolongeront jusqu’au XXe siècle avec des villes comme Casablanca.
Quelques villes portent des noms d'explorateurs comme Vancouver, Houston, Denver ou Austin. Des villes portent des noms d'origine amérindienne : La Havane, Ottawa, Toronto, Québec, Miami, Mexico, Chicago, Seattle, Potosí, Campeche, Tuxtla Gutiérrez, Guanajuato, Santiago de Querétaro.
Des villes sont fondées sur le continent africain, comme Saint-Louis, Luanda, Le Cap, Grahamstown ou Durban. Pretoria devient la capitale des Afrikaners. Pointe-Noire est un exemple de ville créée en Afrique-Équatoriale française. En Afrique occidentale allemande, les villes de Swakopmund et Rehoboth sont fondés par des colons et des missionnaires allemands. La ville de Windhoek est également développée par les missionnaires et l'administration allemande.
Les Français ont créée Đà Lạt en Indochine française dans les années 1890, en tant que station climatique destiné à accueillir les fonctionnaires et les soldats, dans un climat moins torride que Saïgon,.

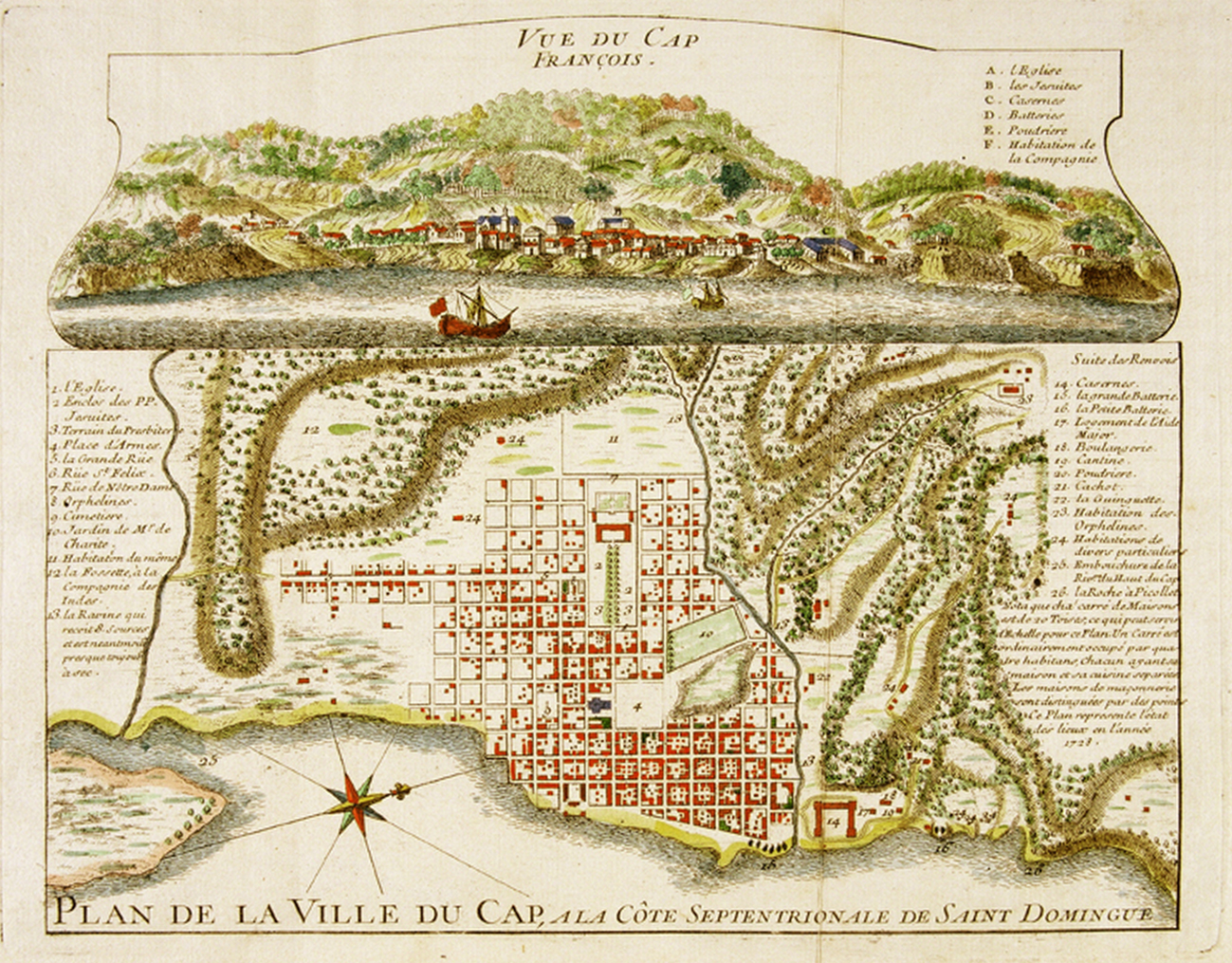
Cap-Français (actuel Cap-Haïtien) en 1728.
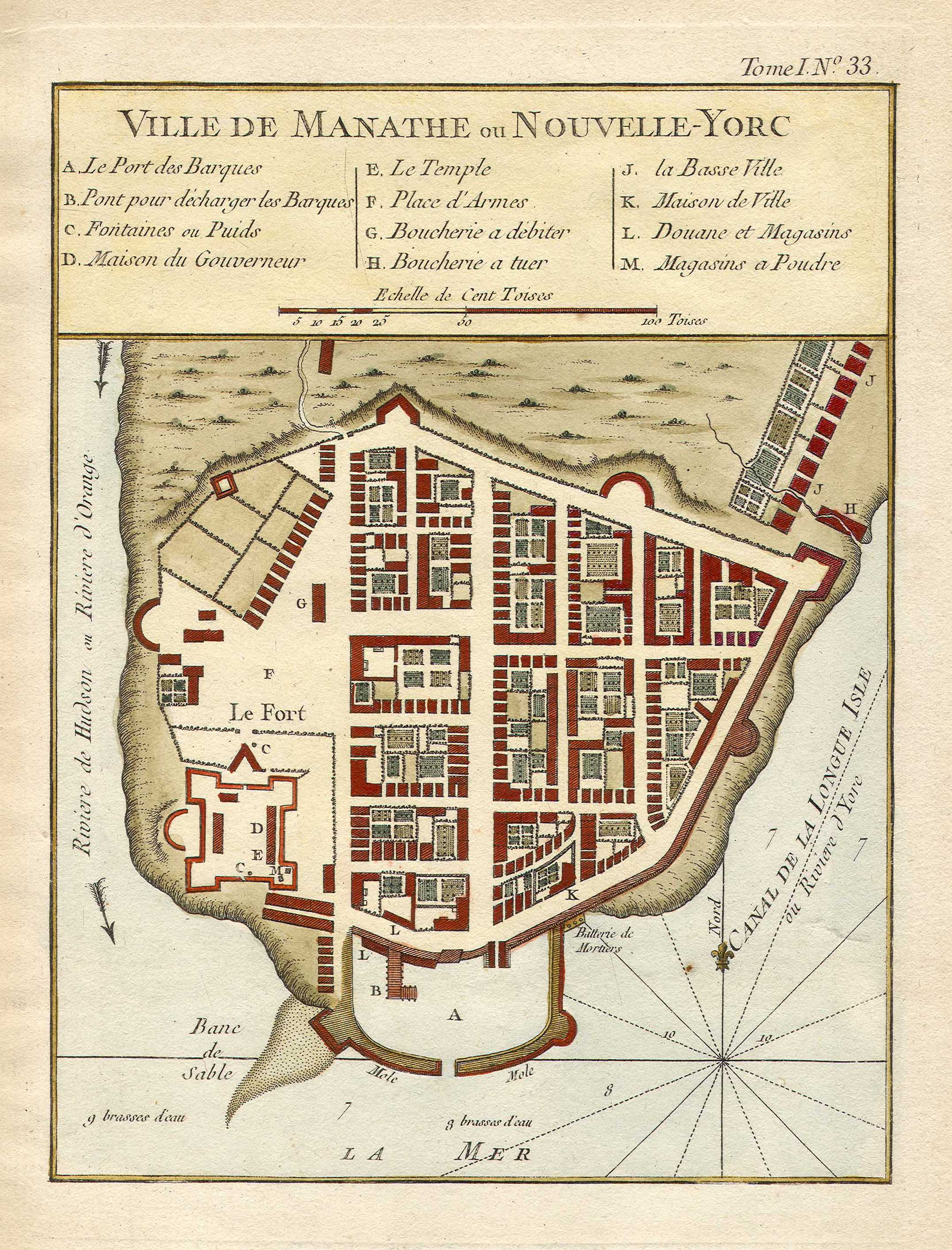
New-York en 1763.

## Révolution industrielle
Les prémices de la révolution industrielle entrainent la création d'une première ville nouvelle à partir de 1781 : située en Bourgogne, au lieu-dit La Combe Denis sur la commune de Montcenis, cette ville-usine est construite autour d'une Fonderie royale et d'une Cristallerie de la Reine (1786), et devient une commune proprement dit en 1793, Le Creusot. La ville et l'activité industrielle se développent rapidement avec l'arrivée d'industriels, maîtres de forges, notamment Adolphe et Eugène Schneider à partir de 1836.
Tout au long du XIXe siècle d'autres villes nouvelles se développent très rapidement, en lien avec le développement économique des régions d'extraction minière. De grandes cités sont construites spécialement pour y loger les mineurs toujours plus nombreux. De nombreuses villes naissent ainsi dans le bassin de la Ruhr, en Allemagne.
En France, on peut citer Lens dans le bassin minier du Nord, Decazeville dans le Massif central, ou encore Montceau-les-Mines en Saône-et-Loire. Beaucoup plus tardivement, on peut citer aussi Mourenx, dans les Pyrénées-Atlantiques, qui se développe à la fin des années 1950 après la découverte du gisement de gaz naturel de Lacq, ou Albertville, en Savoie. En Allemagne, la ville de Friedrichshafen fondée en 1811 se spécialise dans le premier tiers du XXe siècle dans la fabrication de Zeppelin. La ville de Bremerhaven est fondée en 1827 par la ville de Brême pour se doter d'un port marchand.
La ville de Johannesbourg se développe grâce à l'exploitation de gisements d'or et de diamant. La ville d'Ismaïlia est créée à l'époque de la construction du canal de Suez. La ville de Dallas peut être classée dans la catégorie des villes industrielles.

## Villes impériales

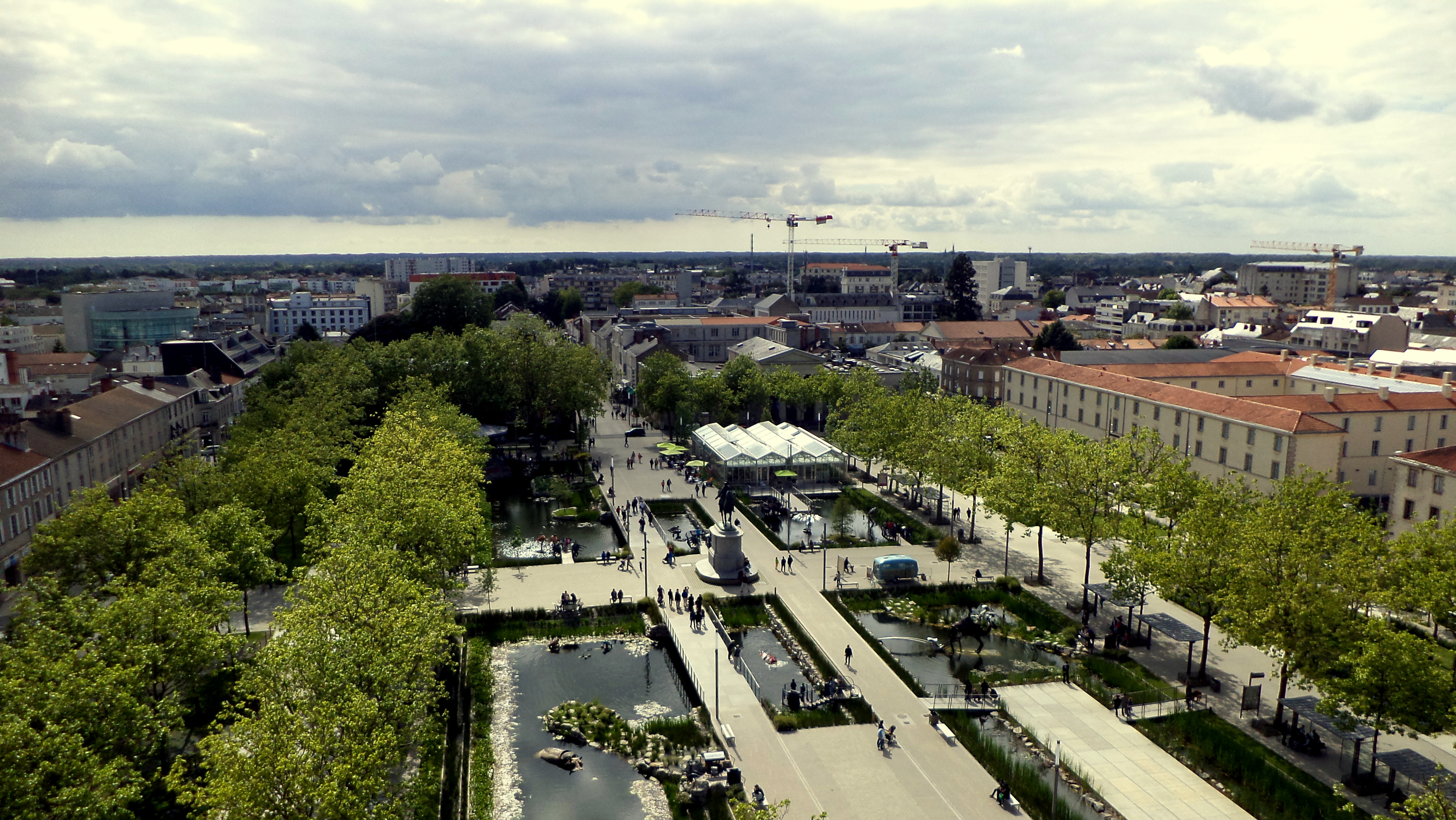
La Roche-sur-Yon.

Plusieurs villes nouvelles ont été créées sur décision de Napoléon Ier et de Napoléon III.
C'est d'abord le cas de La Roche-sur-Yon, petite bourgade où Napoléon Bonaparte décide de transférer la préfecture de Vendée par décret impérial du 25 mai 1804, pour renforcer la présence de l’État au cœur de la Vendée à la suite de la guerre civile. Naît alors une cité administrative réalisée selon un idéalisme des ingénieurs napoléoniens.
Sous le Second Empire, Le Vésinet, une ville-jardin, est créée dans l’Ouest parisien par Charles de Morny, demi-frère de Napoléon III sous la forme de lotissements paysagers de luxe. Cette spéculation immobilière liée à la transformation de la forêt du Vésinet en une ville nouvelle n’est réalisable que grâce à l’arrivée du chemin de fer au pied de la terrasse de Saint-Germain-en-Laye. Le chemin de fer favorise également la création de la Ville d'Hiver d'Arcachon par les frères Pereire ou le domaine impérial de Solférino par Napoléon III.
L'Empire allemand crée le quartier impérial de Metz et la Neustadt de Strasbourg. La première cité-jardin est créée à Hellerau. Le port de Wilhelmshaven est construit pour la marine allemande à partir de 1856.
La ville de Vladivostok est fondée en 1880, sur le site d'un poste naval établi vingt ans plus tôt,. Odessa est une ville nouvelle fondée par Catherine II en 1794.

## Les villes nouvelles contemporaines

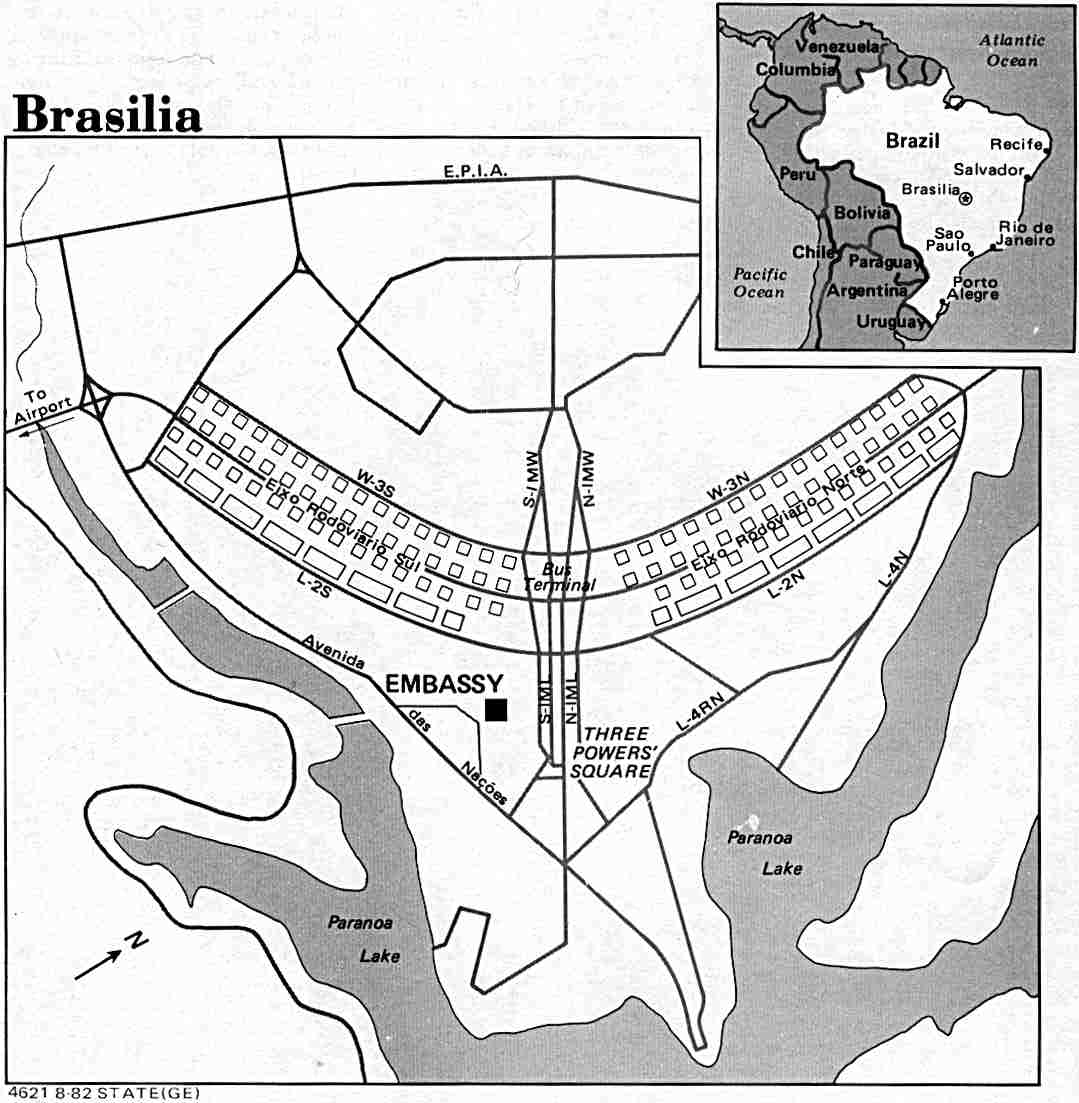
Le projet pilote de Brasilia.

À partir des années 1960, l’urbanisation rapide dans certains pays incite les autorités à planifier le développement des plus grandes agglomérations par la création de villes nouvelles à leur périphérie, pour limiter la centralisation des plus grandes villes et essayer d’en faire des agglomérations multipolaires. Des villes nouvelles avaient déjà été réalisées aux États-Unis, dans les années 1930, par la Resettlement Administration (RA), dirigée par Rexford Tugwell, membre du Brain Trust de Franklin Roosevelt. Dans l'Allemagne nationale-socialiste, la ville de Wolfsburg fut créée pour être le siège de l'entreprise Volkswagen.
On retrouve cette politique volontariste dans plusieurs pays comme :
- République démocratique allemande : Eisenhüttenstadt
- République fédérale d'Allemagne : Erkrath
- Angola : Kilamba
- Botswana : Gaborone
- Bulgarie : Dimitrovgrad
- Belgique: Louvain-la-Neuve
- Croatie : Novi Zagreb
- Égypte : Port Ghalib, Ville du 6 octobre, Borg El Arab, Nouveau Caire, Hurghada, Charm el-Cheikh, Port-Fouad
- Grèce : Lakkí (Léros)
- Hongrie : Dunaújváros
- Italie : Latina, Pomezia, Sabaudia, Aprilia
- Inde: Chandigarh, New Delhi, Gandhinagar, Navi Mumbai
- Israël : voir Villes de développement; Tel Aviv-Jaffa; Arad
- Laos : Phonsavan
- Japon : Kitakyūshū
- Mexique : Ciudad Obregón
- Pakistan : Islamabad
- Pays-Bas
  - Houten
  - Lelystad
- Philippines : Quezon City
- Pologne : Nowa Huta[7]
- Royaume-Uni:
  - Bracknell, Crawley, Harlow, Dunstable et Milton Keynes près de Londres
  - Poundbury, beaucoup plus tard, dans le Dorset
  - East Kilbride, Glenrothes en Écosse
- Serbie : Novi Beograd
- Soudan : Port-Soudan
- Suède : Vällingby, Kiruna
- Union soviétique : Sosnovy Bor, Kychtym, Novovolynsk, Jeleznogorsk, Nova Kakhovka
- Venezuela
  - Ciudad Caribia
- Luxembourg : Esch-Belval

Plusieurs villes ont été entièrement reconstruites à la suite de la Seconde Guerre mondiale, dont le centre du Havre. En Finlande et Norvège, la plupart des villes du Grand nord furent détruites à l'issue de la guerre. Plusieurs, dont Rovaniemi et Alta, ont été reconstruites sur base de plans nouveaux.
La conception de ces nouvelles villes était inspirée d'abord par les principes du CIAM, notamment la Charte d'Athènes et sa volonté de rompre avec tous les modèles préexistants, qu'il s'agisse des villes coloniales issues de l'haussmannisation, des cités-jardins ou des modèles antérieurs de villes régulières comme les bastides. Ensuite elles sont conçues avec une approche qui n'est plus ni perspective, ni figurative, mais strictement fonctionnelle selon le processus ingénieurial développé par Ildefonse de Cerda sous la nouvelle appellation d’urbanisme.
De nombreuses cités à vocation purement industrielle sont aussi créées dans les pays socialistes (URSS, Pologne, Roumanie…), d'abord un peu à la façon des cités minières d’Europe occidentale pendant la révolution industrielle, ensuite selon le modèle des grands ensembles collectifs. En République tchèque, Most peut se targuer du statut de ville historique et nouvelle : pour faire place à l’extraction extensive du lignite, la ville a été littéralement « déménagée » et construite à quelque distance du centre historique détruit.
Dans d’autres pays, les villes nouvelles sont davantage à vocation scientifique et universitaire comme la ville de Louvain-la-Neuve et son université, en Belgique. Celle-ci cependant a, dès sa conception, voulu se distancier des modèles de cités universitaires pour développer une ville à part entière, avec ses habitants, des écoles, une place pour les ainés, de grandes surfaces commerciales.
La ville de Kiruna dans le nord de la Suède a été créée au début du XXe siècle dans le but d'exploiter le minerai de fer. En 2009, la décision est prise de déplacer le centre de la ville de trois kilomètres vers le nord-ouest en raison de l'épuisement des ressources de la mine de Kiruna,.

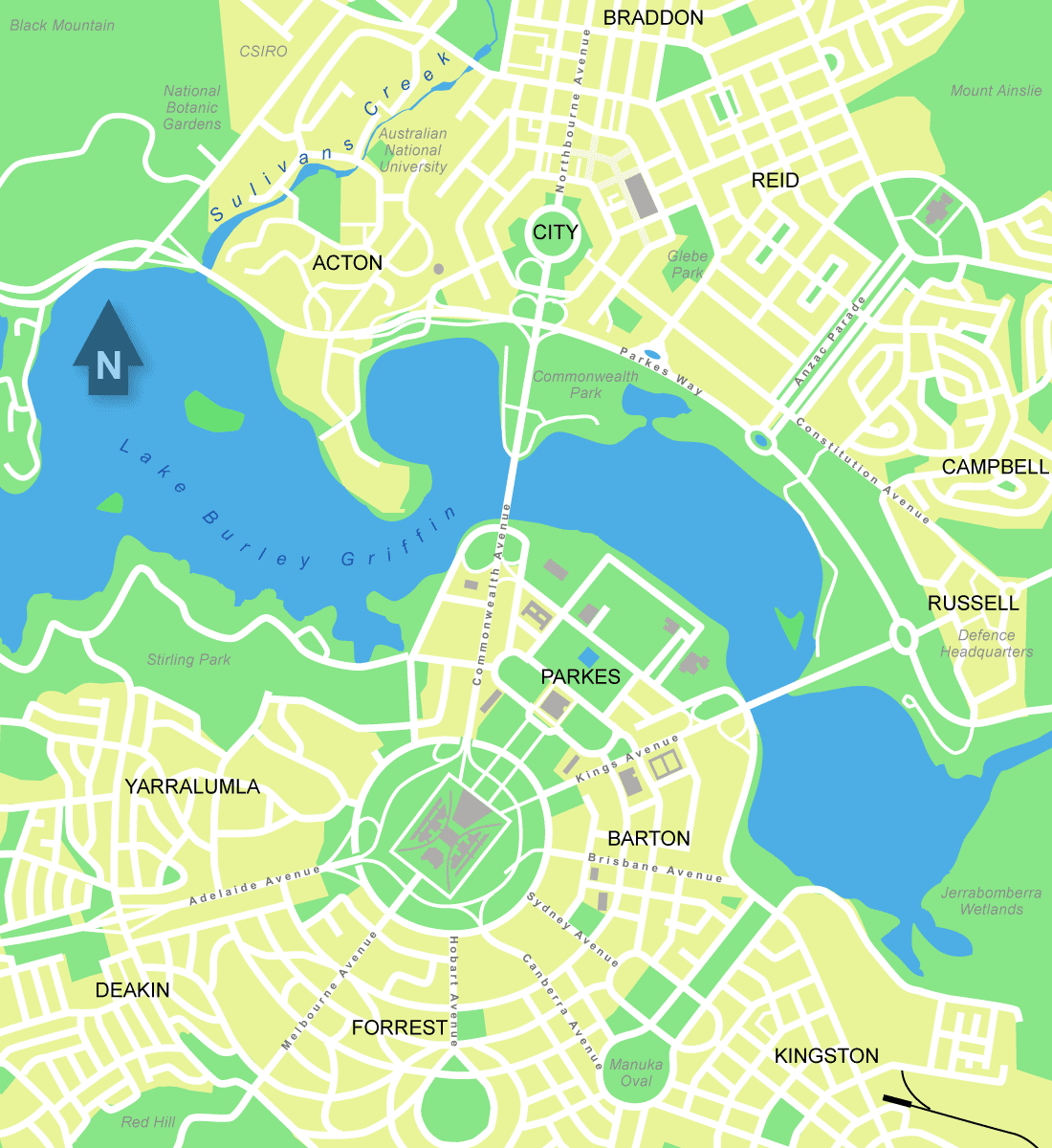
La carte de Canberra.

En Asie, le pays qui en a créé le plus (246 villes nouvelles créées de 1990 à 2008) est la Chine pour absorber un exode rural massif induit par l'industrialisation de l'agriculture qui a fait passer le nombre d'urbains de 77 millions en 1953 à 190 millions en 1980, puis à 470 millions en 2000, pour atteindre environ 650 millions en 2008 (incluant une « population flottante » de 150 millions de travailleurs migrants). Quatre centaines de nouvelles villes sont encore prévues avant 2020 pour héberger des paysans devenus urbains. D'anciens bourgs comme Shenzhen ou Chongqing ont dépassé les 10 millions d'habitants. Parmi 89 villes chinoises de plus d'un million d'habitants, 49 ont été créées entre la fin des années 1980 et 2008. Seuls 45 % des Chinois sont urbains en 2008, mais ce taux devrait être de 60 % en 2020 d'après les prospectivistes, qui pensent que l'exode rural amènera encore 300 millions d'habitants en ville. La Chine a produit le premier projet de ville écologique pour 1 million d'habitants.
En Israël ont été créées dans les années 1950 des villes nouvelles appelées villes de développement dans le but d'absorber les vagues de centaines de milliers de nouveaux immigrants, et de sécuriser en les peuplant, des territoires situés aux frontières du nouvel État. Toutefois la politique autoritaire de fixation de la population dans des zones périphériques explique en partie la croissance démographique très faible de ces villes que leurs habitants abandonnent dès qu'ils en ont les moyens.
En Algérie, en 1980, le site exigu que la ville de Constantine (1 500 hectares) n’arrive pas à desservir correctement les 450 000 habitants. Baptisée ville nouvelle « Ali Mendjeli » par décret présidentiel no 2000/17 du 5 août 2000 commence à vivre : La densité dépasse les 333 personnes/hectare. La préoccupation majeure, à cette période, c’est comment desservir près d’un million d’habitants à la fin du siècle. À défaut de s’élargir, il faut donc chercher ailleurs. D’où l’idée d’une nouvelle ville, unique et importante, destinée à absorber un programme de logements qui abritera plus de 250 000 habitants.
Aux États-Unis, en Floride, Babcock Ranch est une ville nouvelle qualifiée de verte dont les premiers habitants emménagent en mai 2017 et dont l'ambition est d'atteindre quelque 50 000 habitants en 2037. Bronzeville est un exemple de ville nouvelle américaine du début du XXe siècle. De même, Miami Beach est un autre exemple de ville nouvelle du XXe siècle.
Enfin, certains pays ont créé une nouvelle capitale pour éviter la concentration de trop de pouvoirs (à la fois économiques et politiques) dans une seule ville, pour promouvoir une meilleure répartition de la population sur le territoire, pour placer la capitale au centre du pays, ou simplement pour mettre fin aux convoitises entre villes :
- Australie : Canberra, capitale fédérale choisie en 1908 comme compromis entre Sydney et Melbourne,
- Argentine : lorsque Buenos Aires fut choisi comme capital fédérale, la ville de La Plata fut fondée pour donner une nouvelle capitale à la province de Buenos Aires
- Brésil : Brasilia, capitale fédérale vers le centre du pays remplaçant Rio de Janeiro en 1960,
- Birmanie : La ville de Naypyidaw, vers le centre du pays, encore en construction, devient capitale en novembre 2005 à la place de Rangoon,
- Canada : Ottawa, capitale fédérale choisie en 1857, pour mettre fin aux rivalités entre Montréal, Toronto, Québec et Kingston.
- Indonésie : Nusantara, deviendra la capitale de l'archipel pour quitter Jakarta, menacée par la montée des eaux.
- Madagascar : Tanamasoandro, construite dans l'objectif de désengorger Antananarivo.
- Mauritanie : Nouakchott, L'endroit en lui-même est connu depuis longtemps par les nomades. Cependant la ville, à proprement parler, fut construite par les colons français et leur servait de fort, dans les années 1950. Le site avait été choisi par la nouvelle administration mauritanienne qui venait de naitre comme capitale en raison de sa neutralité, elle ne se trouvait sur aucun territoire traditionnel donc ni les populations négro-mauritaniennes, ni arabo-berbère ne pouvaient faire de revendications dessus. Ensuite, pour sa localisation stratégique.
- Côte d'Ivoire : Yamoussoukro, dont Félix Houphouët-Boigny était le chef traditionnel, vers le centre du pays, devient capitale en mars 1983 remplaçant Abidjan,
- États-Unis : Washington, capitale fédérale non côtière, est fondée en 1800 pour ne pas choisir entre les grandes villes comme Philadelphie (qui est temporairement capitale) ou Boston,
- Kazakhstan : Astana, remplaçant Almaty comme capitale en 1998 (mais la ville existait déjà depuis 1824),
- Nigeria : Abuja, capitale fédérale vers le centre du pays remplaçant Lagos en 1982,
- Tanzanie : Dodoma, capitale fédérale vers le centre du pays remplaçant Dar es Salaam en 1973, le parlement est transféré en 1996. Néanmoins, l’ancienne capitale conserve encore de nombreuses structures importantes. De facto, les fonctions de capitale sont donc partagées entre les deux villes,

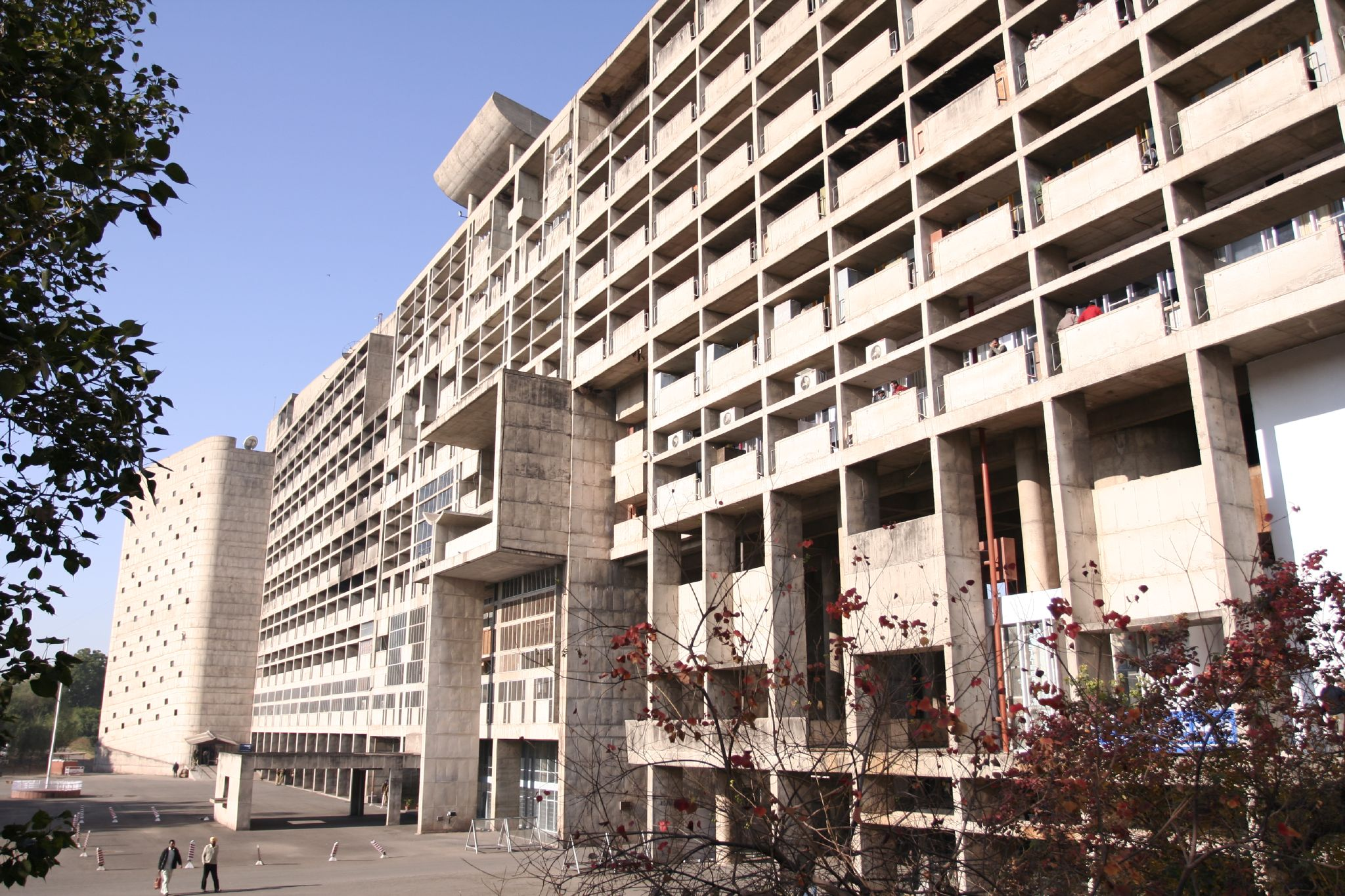
Le bâtiment du secrétariat de Chandigarh, ville conçue en 1951, par Le Corbusier entre autres.

- Turquie : à la chute de l’Empire ottoman, le nouvel État se donne comme capitale Ankara située vers le centre du pays, en lieu et place d’Istanbul.

Certains projets n'aboutissent pas :
- Algérie : Projet de remplacer Alger par une capitale nouvelle vers le centre du pays nommée Boughezoul.
- Argentine : projet de remplacement de Buenos Aires par Viedma.
- Guinée équatoriale : projet de remplacement de Malabo par Oyala.

### La politique des villes nouvelles en France (depuis 1965)
En France, une politique de villes nouvelles est décidée en 1965 dans le contexte de la mise en place du Schéma directeur d'aménagement et d'urbanisme de la région de Paris (SDAURP). Il prévoit un développement polycentrique de la région parisienne face à la croissance démographique importante de la région. Ce plan parisien est conçu et mis en place par les équipes de Paul Delouvrier, délégué général au District de la Région de Paris entre 1961 et 1969. Au niveau national, d'autres villes nouvelles sont décidées autour des agglomérations de Rouen, Lyon, Lille et Marseille. Pour cela, un groupe central des villes nouvelles est mis en place pour coordonner le programme. Celui-ci se déroule dans le cadre juridique de l'Opération d'intérêt national (OIN) qui permet à l'État d'avoir la main mise totale en matière d'urbanisme sur le territoire concerné.
Au niveau administratif local, de nouvelles structures autonomes sont mises en place : des établissements publics d'aménagement (EPA), constitués de fonctionnaires d'État, chargés de l'élaboration de projets urbains, de l'achat du foncier et de leur revente à des investisseurs. Neuf villes font l'objet d'une OIN et de la création d'un EPA dont cinq en Île-de-France :
- Lille-Est devenu Villeneuve-d'Ascq, près de Lille (EPA créé en 1969),
- L'Isle-d'Abeau, près de Lyon (1972),
- Agglomération nouvelle du Nord-Ouest de l'étang de Berre, près de Marseille (1973),
- Val-de-Reuil (anciennement Vaudreuil), près de Rouen (1972)
- Cergy-Pontoise (1969), Évry (1969), Saint-Quentin-en-Yvelines (1970), Marne-la-Vallée (1972) et Sénart (1973), près de Paris.

Villeneuve-d'Ascq sort rapidement du programme dès 1983, puis Vaudreuil, devenu Val-de-Reuil, en 1985, transformée toutes les deux en communes de droit commun. Puis cela a été le cas d'Évry en 2000, l'Étang-de-Berre fin 2001 puis Cergy-Pontoise et Saint-Quentin-en-Yvelines en 2002. Seules Marne-la-Vallée et Sénart sont encore en cours d'aménagement.

### Répliques chinoises de villes européennes

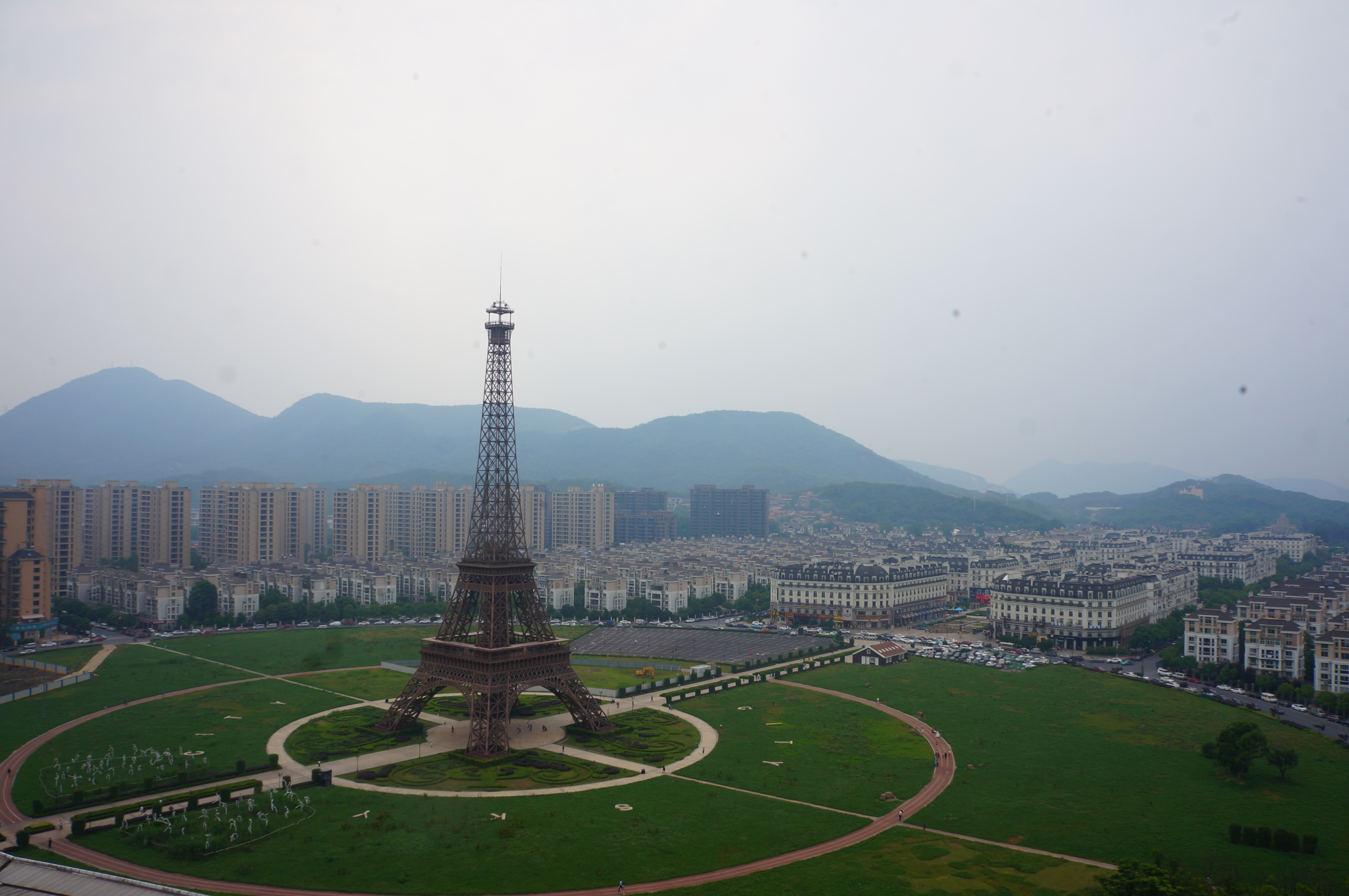
Vue de Tiandu Cheng, d'inspiration hausmannienne.

Afin d'attirer la classe moyenne émergente, les autorités chinoises ont permis depuis le début des années 2000 la construction de villes nouvelles inspirées des styles européens (au minimum pour le centre-ville, le reste de la ville pouvant seulement s'y référer par endroits). La plupart font partie du complexe « One City, Nine Towns (nl) », autour de Shanghaï (laquelle a connu à partir du XIXe siècle des quartiers à l'architecture occidentale lorsque les puissances occidentales y disposaient des concessions, comme la concession française ou la concession internationale).
Parmi ces villes, on compte Tiandu Cheng pour Paris, près de Hangzhou pour Venise, près de Huizhou pour le village autrichien d'Hallstatt, Anting New Town pour une ville allemande, Gaoqiao New Town pour une ville hollandaise près de Shanghaï, Luodian New Town pour les villages suédois de Sigtuna, Nyköping et Alingsås près de Shanghaï ou encore Thames Town, d'inspiration britannique.
Pour Jean-François Doulet, maître de conférences à l'Institut d'urbanisme de Paris et codirecteur du Centre franco-chinois Ville et Territoire, « cette classe moyenne émergente cherche des alternatives aux grandes tours aux formes standardisées. Ces espaces de caractère apparaissent alors comme une promesse de modernité et de distinction sociale. [...] La reproduction est un concept rassurant. L'idée d'un modèle urbain qui a fait ses preuves est perçue comme une valeur sûre. L'autre objectif est d'entraîner la clientèle vers des zones moins recherchées ».
Certaines se développent quand d'autres restent un certain temps des villes fantômes ; des particularités locales s'y développent aussi, comme la présence de barreaux aux fenêtres de Tiandu Cheng, à l'instar de nombreux Chinois ailleurs, afin de se sentir en sécurité ainsi qu'à Anting les dysfonctionnements propres à toutes les constructions chinoises (fuites d'eau et mauvaise insonorisation notamment) ; à Thames Town a été reproduite une église de Bristol édifiée en 1841, qui est devenu un lieu où les couples chinois effectuent leurs photos de mariage, sans pratique religieuse particulière. Le tourisme s'y développe, en espérant que les visiteurs de passage souhaiteront ensuite s'y installer.

## Villes fantômes
Plusieurs villes nouvelles construites avant leur mise en vente sur le marché ou dans un pays ayant subi des crises économiques sont considérées comme des villes fantômes, par exemple Kilamba en Angola ou Ensanche de Vallecas en Espagne.